# Шаукол
Шаукол (устар. Шау-Кол) — горная река в России, протекает по Зольскому району Кабардино-Балкарии. Устье реки находится в 191 км по правому берегу реки Малка (приток Терека). Длина реки составляет 18 км, площадь водосборного бассейна 129 км².
Берёт начало из небольшого озера на перевале Шаукам (2925 м).
Имеет три крупных притока — Уллу-Таллыкол, Гитче-Таллыкол и Исламчат.

## Данные водного реестра
По данным государственного водного реестра России относится к Западно-Каспийскому бассейновому округу, водохозяйственный участок реки — Малка от истока до Кура-Марьинского канала, речной подбассейн реки — подбассейн отсутствует. Речной бассейн реки — Реки бассейна Каспийского моря междуречья Терека и Волги.
По данным геоинформационной системы водохозяйственного районирования территории РФ, подготовленной Федеральным агентством водных ресурсов:
- Код водного объекта в государственном водном реестре — 07020000512108200004125
- Код по гидрологической изученности (ГИ) — 108200412
- Код бассейна — 07.02.00.005
- Номер тома по ГИ — 08
- Выпуск по ГИ — 2